# Pseudorthodes
Pseudorthodes is een geslacht van vlinders van de familie Uilen (Noctuidae), uit de onderfamilie Hadeninae.

## Soorten
- P. calceolarius Strecker, 1900
- P. imora Strecker, 1898
- P. irrorata Smith, 1887
- P. keela Smith, 1908
- P. puerilis Grote, 1874
- P. vecors Guenée, 1852
- P. virgula Grote, 1883